# كوشة (كوهسرخ)
كوشة هي قرية في مقاطعة كوهسرخ، إيران. عدد سكان هذه القرية هو 1,113 في سنة 2006.